# Takaši Irie
Takaši Irie (japonsky 入江 隆) * 10. května 1958) je bývalý japonský zápasník, volnostylař. V roce 1984 na olympijských hrách v Los Angeles v kategorii do 48 kg vybojoval stříbrnou medaili. Na mistrovství světa vybojoval v roce 1981 páté a v roce 1983 osmé místo. V roce 1979 vyhrál mistrovství Asie. V roce 1978 zvítězil a v roce 1986 vybojoval třetí místo na Asijských hrách.